# Norman Rockwell
Norman Percevel Rockwell (New York, 3 febbraio 1894 – Stockbridge, 8 novembre 1978) è stato un pittore e illustratore statunitense.
Il peculiare stile delle sue opere, definito "realismo romantico", ha riscosso, soprattutto negli Stati Uniti, un largo apprezzamento popolare ed ha influenzato generazioni successive di illustratori. La sua fama è legata soprattutto alle oltre 300 copertine create tra il 1916 e il 1963 per il magazine The Saturday Evening Post che costituiscono, nel loro insieme, un patrimonio prezioso della cultura popolare americana del secolo scorso.

## Biografia

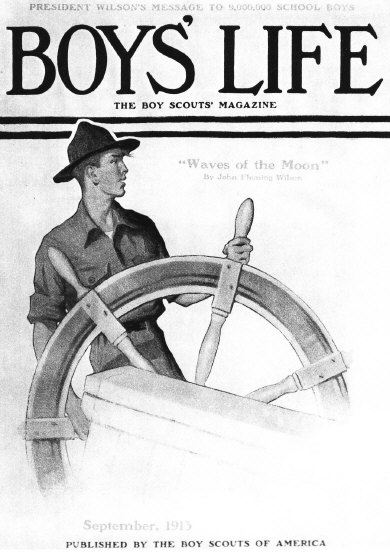
Scout at Ship's Wheel

Nasce il 3 febbraio 1894 a New York, secondo figlio di Jarvis Waring Rockwell, imprenditore tessile newyorkese, e Ann Mary Hill, di origini britanniche. Il giovane Norman dimostra fin da giovanissimo, una forte attrazione nei confronti dell'arte ed in particolare della pittura. Già all'età di quattordici anni si iscrive alla Chase Art School di Manhattan sottoponendosi a lunghi viaggi da pendolare, pur di poterne frequentare i corsi. Appena due anni dopo lascia questa prima sistemazione per iscriversi alla National Academy of Design, ed infine alla Art Students League, spinto dal fatto che l'illustratore Howard Pyle, uno dei suoi idoli, era uno dei fondatori della scuola. Non ancora compiuti i 16 anni, gli venne commissionato il primo lavoro: la creazione di quattro diversi temi natalizi per cartoline d'auguri. L'anno successivo gli fu affidato l'incarico di illustrare il suo primo libro: Tell-me-why - Stories about Mother Nature.
Sempre nello stesso periodo ebbe inizio la collaborazione con alcune riviste giovanili, in particolar modo con il Boys' Life, il magazine ufficiale dei Boy Scouts d'America (BSA), di cui divenne il direttore artistico a soli vent'anni. Continuò a ricoprire questa carica per parecchi anni, iniziando a specializzarsi in illustrazioni di riviste per l'infanzia, dipingendo numerose copertine, la prima delle quali, Scout at Ship’s Wheel, fu pubblicata nel settembre 1913. Con l'avvento della prima guerra mondiale cercò di arruolarsi tra le file della U.S. Navy (la marina militare statunitense), ma fu respinto perché trovato 4 kg sotto peso (era alto 1,83 m e pesava 64 kg). Trascorsa un'intera nottata ingurgitando banane, ciambelle e bevande di ogni tipo, raggiunse il peso necessario per essere arruolato il giorno seguente. Nonostante questi sforzi gli venne affidato il compito di artista militare e non ebbe modo di partecipare a nessun combattimento durante la sua esperienza bellica.

All'età di ventuno anni si trasferì con la famiglia a New Rochelle (New York), dove aprì uno studio con il vignettista Clyde Forsythe, che già lavorava al The Saturday Evening Post. In quel periodo collaborò con alcune riviste come Life, Literary Digest e Country Gentleman. Sollecitato da Forsythe, nel 1916 si presentò al The Saturday Evening Post, che pubblicò il 20 maggio 1916, la sua prima copertina, un bambino con una carrozzina. Nell'arco del primo anno, firmò la copertina del Post per ben 8 volte. Questa collaborazione si rivelò particolarmente fortunata e l'illustratore pubblicò su questa rivista, nell'arco di quarantasette anni un totale di 321 copertine originali. Sempre nel 1916, convolò a nozze con Irene O'Connor, un'insegnante di Filadelfia, dalla quale, nel 1930, avrebbe divorziato. A New Rochelle, Norman e Irene condussero una vivace vita mondana, frequentando circoli e feste in compagnia, fra gli altri, di Francis Scott Fitzgerald. Nel 1922 Rockwell fu nominato membro della giuria di Miss America insieme ad altri famosi illustratori, mentre l'anno successivo, compì un viaggio in Europa, fermandosi a Parigi, dove volle frequentare per un breve periodo le scuole d'arte della città. Tra gli anni venti e trenta, furono ben quattro i viaggi nel vecchio continente, durante i quali Rockwell provò anche a sperimentare l'arte "moderna" ma, una volta tornato in patria, il direttore del Post gli consigliò di lasciar perdere e di rimanere legato al suo stile tradizionale. Nel 1926 Rockwell ebbe l'onore di firmare per il Post la prima copertina interamente a colori.

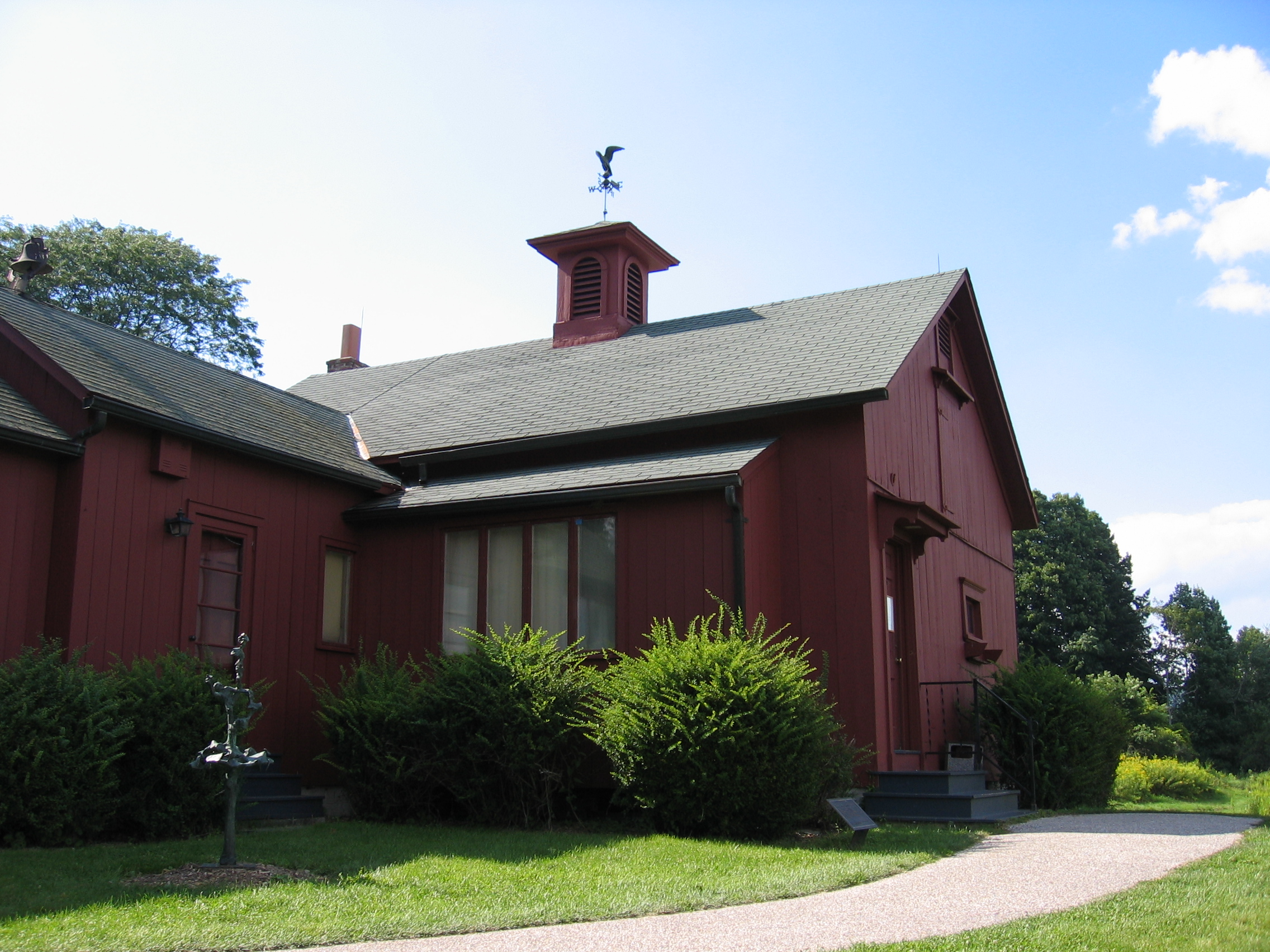
Lo studio dell'artista a Stockbridge, Massachusetts

Gli anni trenta e quaranta sono considerati il periodo di maggiore fioritura artistica della sua carriera. Nel 1930, ottenuto il divorzio, l'illustratore compì un viaggio in California dove entrò in contatto con il mondo del cinema diventando amico, tra gli altri, di Walt Disney. Sempre in California incontrò un'altra maestra di scuola, Mary Barstow, che divenne la sua seconda moglie. Da lei ebbe tre figli: Jarvis, Thomas e Peter. Porta la data del 1935 la famosa edizione di Tom Sawyer da lui illustrata per la Heritage Press. Nel '39 l'illustratore decise di trasferirsi con la famiglia ad Arlington (Vermont). Il paesaggio e l'accoglienza dei suoi abitanti facevano sentire all'artista il senso della storia e della solidarietà, che gli mancavano nella "modaiola" New Rochelle. Altri artisti, dietro il suo esempio, vollero trasferirsi ad Arlington con le rispettive famiglie, e le loro mogli e bambini divennero i modelli di Rockwell. In questo ambiente domestico e tranquillo, mentre il mondo avanzava verso la rovina della guerra, l'opera di Rockwell iniziò a riflettere la vita della piccola provincia americana, evitando con cura di ritrarre scene di violenza o di spargimento di sangue.

Per tenere alto il morale della nazione nel pieno della seconda guerra mondiale, Rockwell ideò la serie di copertine aventi come protagonista la recluta Willie Gillis: si tratta di undici immagini, pubblicate dal 1941 al 1946, che descrivono la vita del tipico ragazzone americano generoso e ricco di virtù, dal primo giorno in uniforme, fino al felice ritorno a casa dalla guerra. Ispiratosi al celebre discorso sulle quattro libertà fondamentali tenuto al congresso dal presidente Franklin D. Roosevelt, nello stesso periodo Rockwell, dipinse la serie di quadri denominata appunto The Four Freedoms. Questo gruppo di opere fu pubblicato nel 1943 sul The Saturday Evening Post e riprodotto in migliaia di manifesti. Più tardi venne esibito in sedici città americane dal Dipartimento del Tesoro per promuovere la raccolta dei fondi di guerra. In quello stesso anno un incendio, divampato nello studio dell'artista ad Arlington, causò la perdita di numerose tele originali, nonché della sua collezione di costumi e materiali di scena di interesse storico.

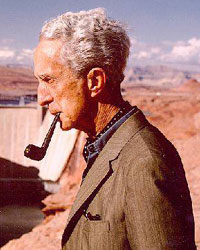
Norman Rockwell

Nel 1946 fu pubblicata la prima monografia che illustrava il lavoro dell'artista: Norman Rockwell Illustrator, scritta da Arthur Gutpill, rivelava molti segreti sull'arte di Rockwell, compresa l'abitudine dell'artista di lavorare su modelli dal vero, ma anche su scatti fotografici da lui stesso eseguiti in precedenza. Nel 1949 realizzò un dipinto chiamato Four Sporting Boys: Basket per il calendario Four Seasons. Nel 1951, in occasione del Giorno del ringraziamento, comparve sul Post una delle sue più celebri copertine, intitolata appunto Preghiera di ringraziamento. Nel 1953 si verificò l'ennesimo ma stavolta definitivo trasloco dell'intera famiglia Rockwell, che scelse come nuova sistemazione la città di Stockbridge nel Massachusetts. Appena sei anni dopo, inaspettatamente, morì Mary Barstow Rockwell (la moglie dell'artista). Nel periodo che seguì, anche grazie all'aiuto del figlio Thomas, Rockwell compose la sua autobiografia, My Adventures as an Illustrator, che venne pubblicata nel 1960. Il Post presentò estratti da questo libro per ben otto edizioni consecutive, la prima delle quali includeva il celeberrimo Triple Self Portrait (Triplice Autoritratto). L'anno successivo Rockwell si sposò con Molly Punderson, un'insegnante in pensione.
Nel 1964 terminò la collaborazione, durata ben quarantasette anni, con il Post per intraprendere una nuova esperienza lavorativa con la rivista Look. Nell'arco dei 10 anni per cui lavorò per Look, l'illustratore rappresentò i suoi più profondi interessi come i diritti civili, la lotta alla povertà, la guerra del Vietnam e la conquista dello spazio. È del 1968 l'immagine di copertina del long playing The Live Adventures of Mike Bloomfield and Al Kooper commissionatagli dai due artisti per la Columbia Records. Nel 1977 Rockwell ricevette la medaglia presidenziale della libertà, la più prestigiosa onorificenza civile negli Stati Uniti. Norman Rockwell morì a Stockbridge, nel Massachusetts, nel 1978, per le complicanze di un enfisema polmonare. Ai suoi funerali presenziò la first lady Rosalynn Carter.

## Le quattro libertà

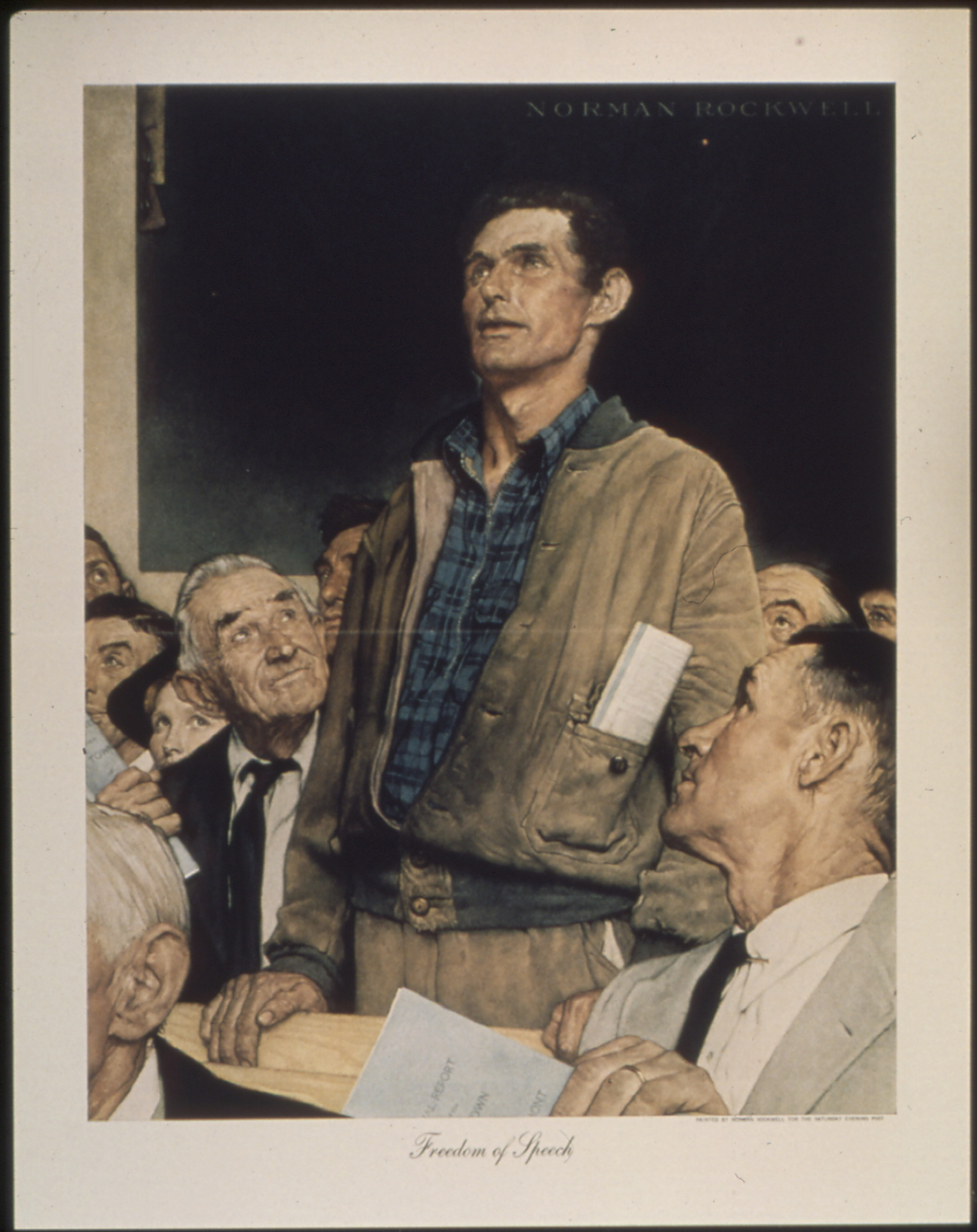
Libertà di espressione e di pensiero
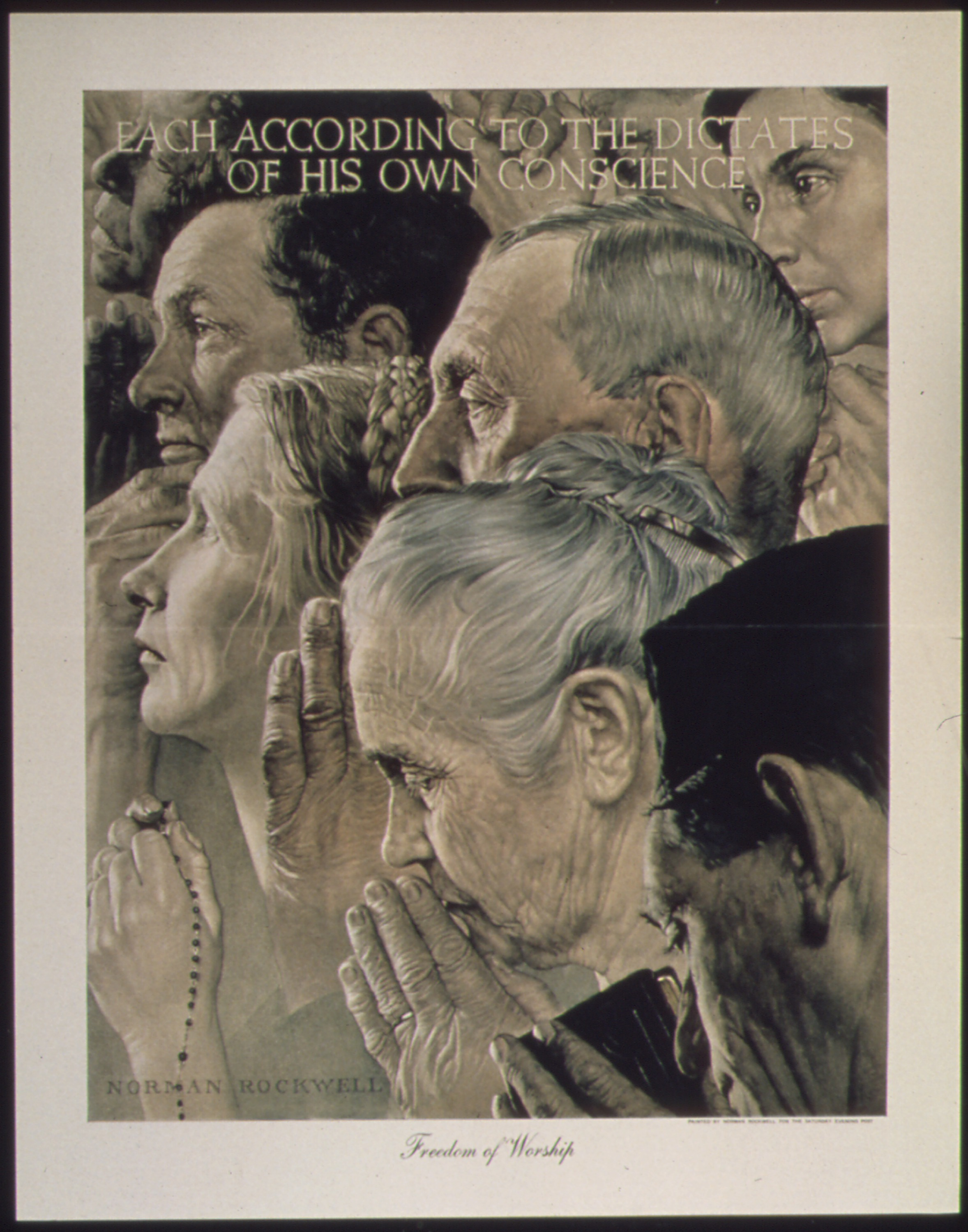
Libertà di culto
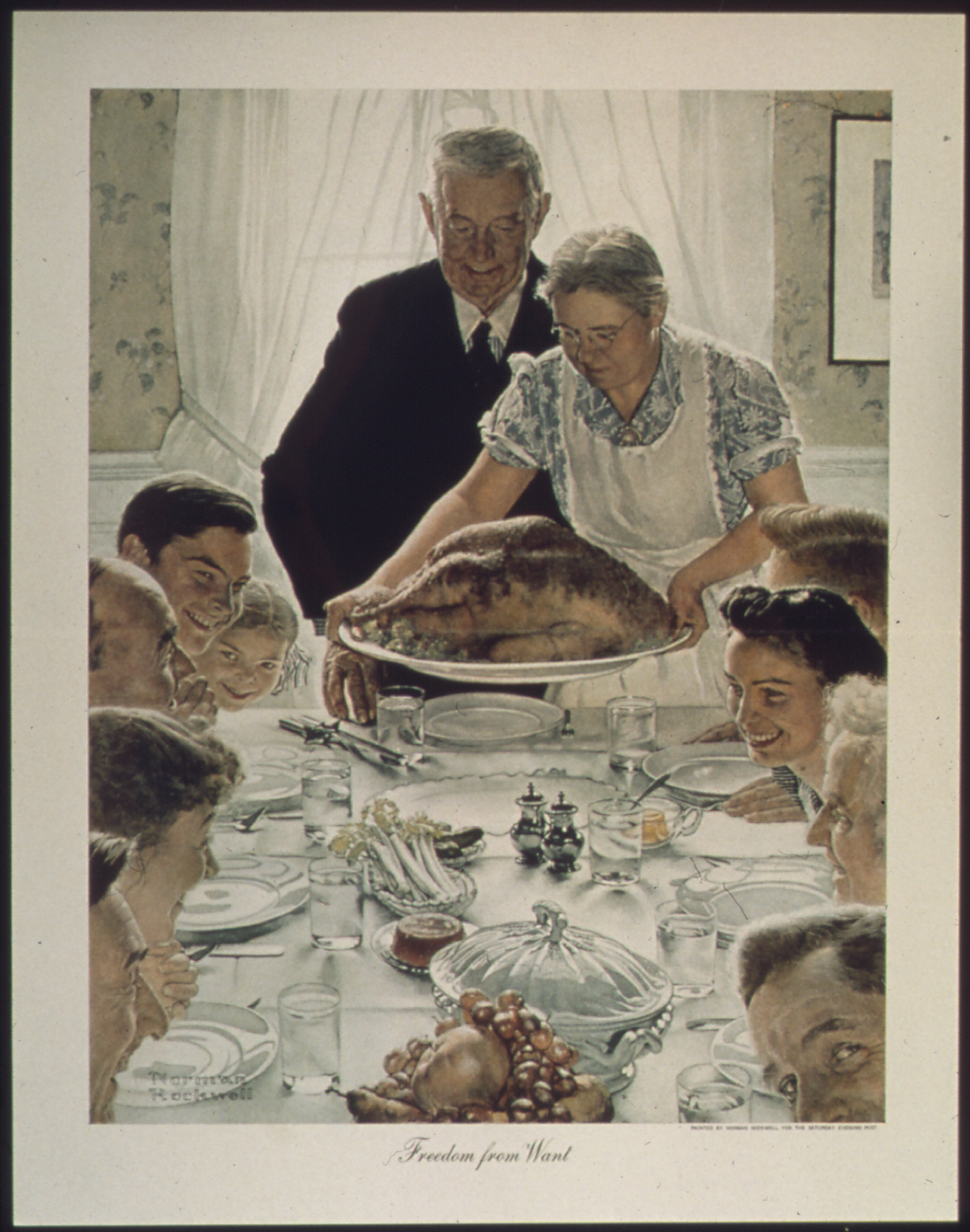
Libertà dal bisogno
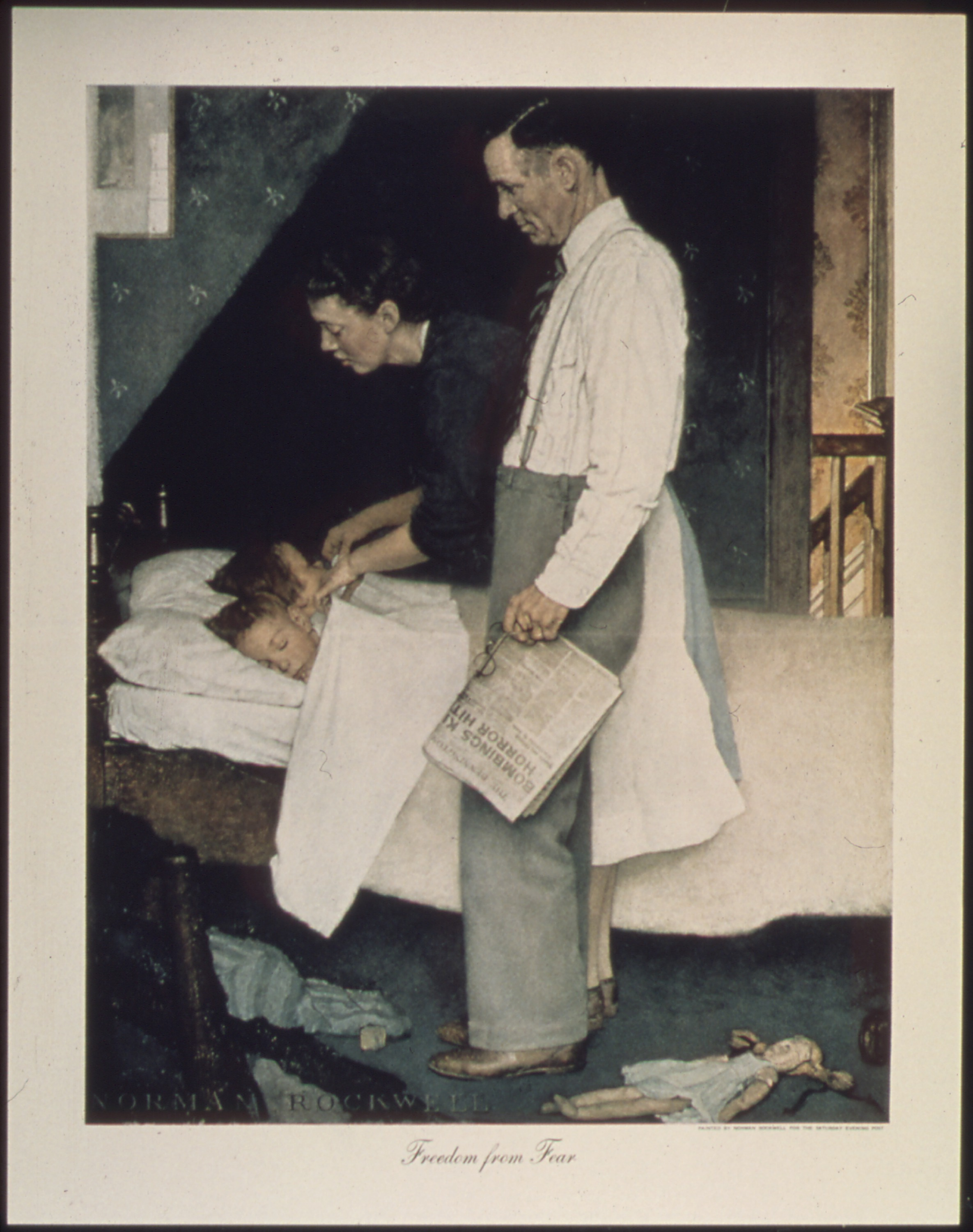
Libertà dalla paura

## Omaggi
- Il regista George Lucas possiede il dipinto originale firmato da Rockwell di The Peach Crop, mentre il suo collega Steven Spielberg possiede lo schizzo preparatorio di Triple Self-Portrait. Entrambe le opere sono appese nei rispettivi studi dei due registi.[3] Inoltre lo ha inserito in versione adolescente in un episodio della serie Le avventure del giovane Indiana Jones.
- Nel film L'impero del sole, un bambino (interpretato da Christian Bale) è messo a letto dai suoi genitori in una scena ispirata dal dipinto Libertà dalla paura, la cui riproduzione è più tardi conservata dal giovane durante la sua detenzione nel campo di prigionia.[4]
- Il film Forrest Gump include un'inquadratura in una scuola che riproduce l'opera di Rockwell Girl with Black Eye, con il giovane Forrest al posto della ragazza. Il lato visivo dell'intero film trae molta ispirazione dall'arte di Rockwell.[5]
- La cantante Lana Del Rey ha intitolato un suo album uscito nel 2019 Norman Fucking Rockwell!, la cui copertina riprende lo stile dell'artista, con un tocco di Pop art. L'album include una canzone omonima.[6]